# Bonamia balansae
Bonamia balansae là một loài thực vật có hoa trong họ Bìm bìm. Loài này được Hallier f. mô tả khoa học đầu tiên.